# La gallina negra

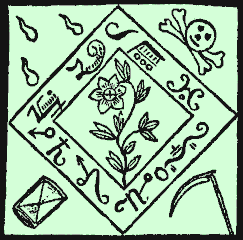
Diseño tomado del grimorio La gallina negra, para invocar a un ser sobrenatural

La gallina negra (La poule noire) es un libro esotérico o grimorio anónimo, escrito a finales del siglo XVIII, supuestamente por un oficial francés que sirvió en las guerras napoleónicas. La gallina negra abarca tres cuestiones del ocultismo: los anillos, los talismanes, y la invocación de vampiros.
El libro comienza como una pieza narrativa. La historia hace alusión un soldado francés durante la ocupación de Egipto. Su pelotón es emboscado y masacrado por un grupo de beduinos. El protagonista escapa y se convierte en el único sobreviviente. Oculto en la región de Gizeh, conoce a un anciano turco que lo lleva al interior de una cámara secreta bajo las pirámides.
Sepultado por esa arquitectura onírica descubre los restos de la Gran Biblioteca de Ptolomeo.
Luego de la narración, se procede a detallar secretos para fabricar anillos mágicos y talismanes cargados con propiedades sobrenaturales. Anillos que vuelven invisible a su portador, talismanes para enamorar o dar fertilidad a los ancianos, anillos que susurran en la oscuridad, filtros amorosos que conducen al suicidio y ungüentos eróticos que despiertan el deseo incluso en los muertos. También incluye invocaciones a seres sobrenaturales.